# 吹浦漁港
吹浦漁港（ふくらぎょこう）は、山形県飽海郡遊佐町吹浦にある第1種漁港である。
JR羽越本線吹浦駅の間近にあり、すぐ近くを国道7号及び国道345号が走っている。集落のはずれには鳥海山の入口である鳥海ブルーラインの起点であり、海難犠牲者を弔う十六羅漢がある。吹浦集落を見下ろす高台の上には、「五族協和」の名の下に満蒙開拓を推し進めた石原莞爾の墓所がある。
この一帯は庄内海浜自然公園の一部でもあり、山形県海浜青年の家、国民宿舎とりみ荘、西浜キャンプ村といった施設があり、山形県の海洋学習のメッカとなっている。
吹浦漁港は、防砂林の中にある西浜キャンプ村の向こうの月光川河口にあり、吹浦海水浴場に隣接している。

## 概要
- 管理者 - 山形県
- 漁業協同組合 - 山形県漁業協同組合吹浦支所
- 組合員数 - 182人
- 漁港番号 -

## 主な魚種
- ホッケ
- 岩カキ
- タラ
- ハタハタ